# Ulrich Trenckmann
Ulrich Trenckmann (* 3. Januar 1951 in Magdeburg) ist ein deutscher Psychiater und Facharzt für Psychiatrie und Psychotherapie sowie Neurologie und psychotherapeutische Medizin. Er ist seit 1997 außerplanmäßiger Professor an der Ruhr-Universität Bochum.
Trenckmann wuchs in Leipzig auf. Nach seinem Abitur im Jahr 1969 machte er eine Ausbildung als Tierpfleger im Leipziger Zoo. In der DDR konnte eine Voraussetzung für die Zulassung zu einem Studium Abitur mit Berufsausbildung sein. Es folgte ein Medizinstudium an der Universität Leipzig, das er mit Ablegung des Staatsexamens 1974 beendete. Bereits sein Vater Heinz Trenckmann (* 20. Juni 1920 in Magdeburg; † 17. Februar 2010) arbeitete als Ordinarius für Innere Medizin. Anschließend absolvierte Ulrich Trenckmann eine Psychotherapieausbildung im damaligen Ost-Berlin. Die Anerkennung als Facharzt für Neurologie und Psychiatrie erhielt er 1979. Er wurde zunächst alleiniger Lehrbeauftragter für Psychiatrie und Leitender Arzt der DDR in der Arbeitsgemeinschaft „Theorie und Geschichte der Psychiatrie“.
Während dieser Zeit beschäftigte sich Trenckmann unter anderem mit der Geschichte der Psychiatrie im Dritten Reich im Osten Deutschlands. Dies wurde ihm von politischer Seite untersagt. Da er zunehmend Einschränkungen erfuhr, plante er seine Flucht über Russland. Diese gelang jedoch nicht, da er verraten wurde. Er kam in Haft. Nach Verbüßung der vollen Strafe von 15 Monaten konnte er aufgrund von Bemühungen der Bundesregierung in die Bundesrepublik Deutschland ausreisen.
Nach der Ausweisung aus der DDR im Frühjahr 1984 nahm er eine Beschäftigung beim Landschaftsverband Westfalen-Lippe auf. Zunächst war Trenckmann bei Professor Klaus Dörner im Westfälischen Landeskrankenhaus Gütersloh als Funktionsbereichsleiter tätig, da die Klinik für Psychiatrie in Bochum (Westfälisches Zentrum Bochum – Psychiatrie und Psychotherapie) noch nicht eröffnet war. Nach der Eröffnung des Zentrums baute er nachfolgend den Funktionsbereich der klinischen und sozialpsychiatrischen Abteilung neu auf.
Im Dezember 1987 versetzte ihn der Landschaftsverband Westfalen-Lippe als Leitenden Arzt nach Hemer in das Westfälische Landeskrankenhaus Frönspert, Langzeitkrankenhaus für Psychiatrie, da dieses vor großen finanziellen Problemen stand. Dort trieb Trenckmann die Enthospitalisierung von chronisch Kranken voran und strukturierte die Klinik, unter anderem durch den Ausbau von Spezialstationen, um. Im Dezember 1988 wurde er Ärztlicher Direktor der LWL-Klinik Hemer.
Am 6. Juli 1988 erhielt Trenckmann die Lehrbefähigung und Lehrberechtigung auf dem Gebiet der Psychiatrie. Im darauffolgenden Jahr wurde er Facharzt für Psychotherapeutische Medizin. Am 14. Februar 1997 verlieh ihm die Ruhr-Universität Bochum eine außerplanmäßige Professur. Er forschte zu forensischen Fragestellungen und über die Behandlung von psychisch kranken Straftätern.
Zum 1. Juli 2016 wurde Ulrich Trenckmann in den Ruhestand versetzt. Als außerplanmäßiger Professor für Psychiatrie an der Ruhr-Universität Bochum wurde er emeritiert. Bis zuletzt war Trenckmann in der Klinik in Hemer als Ärztlicher Direktor und zugleich Chefarzt für den klinischen Bereich „Affektive Erkrankungen“ tätig.
Während seiner Zeit in der LWL-Klinik Hemer baute Ulrich Trenckmann ab 1992 eine Partnerschaft mit dem Provincial Specialist Hospital St. Jadwiga in Oppeln in Oberschlesien auf. Aufgrund seiner Verdienste für die Deutsch-Polnische Partnerschaft wurde er 2015 zum Ehrenbürger der polnischen Stadt Oppeln ernannt. 2017 erhielt er in Oppeln das Kavalierskreuz des Verdienstordens der Republik Polen. Gewürdigt wurde damit seine Arbeit und sein Einsatz bei der grenzüberschreitenden Zusammenarbeit mit dem Oppelner Woiwodschafts-Fachzentrum für Neuropsychiatrie.

## Veröffentlichungen
- Gemütsleiden – Diagnostik und Therapie affektiver Störungen, Uni-Med-Verlag (2000), 92 Seiten, ISBN 978-3895994630

- Psychiatrie und Psychotherapie (Empfehlungen zur Patienteninformation) von Ulrich Trenckmann (Autor) und Borwin Bandelow (Autor), Steinkopff Verlag, Auflage: 1999 (2012), 168 Seiten, ISBN 3-7985-1158-6

- Möglichkeiten und Grenzen der Phytopharmakotherapie bei affektiven Störungen. In: Depressionen – Neue Befunde aus Klinik und Wissenschaft, Verlag Pabst-Science-Publishers, Lengerich, 1. Auflage (2000), 196 Seiten, ISBN 978-3934252417

- Medikamentöse Behandlung der Zwangsstörung. In: Im (Selbst-)Zweifel gefangen – Zwangsstörungen, Verlag Pabst Science Publishers, Lengerich, 1. Auflage (1998), 144 Seiten, ISBN 978-3933151629

- KÖRPER, GEIST UND SEELE; Mehrdimensionale Modelle psychiatrischen Handelns in Prävention, Diagnostik und Therapie, von Ulrich Sprick (Autor) und Ulrich Trenckmann (Autor), Verlag Kettler, 192 Seiten, ISBN 9783939825876

- Konzepte der Psychiatrie, eine historische, wissenschaftstheoretische und methodologische Kritik psychiatrischen Denkens, Bochum, 1987, 295 Seiten (http://www.ub.rub.de/katalog/titel/1827173)

- Wenn das Selbst zum Feind wird. Autoaggression, Suizidalität und selbstschädigendes Verhalten, Ulrich Sprich (Autor) und Ulrich Trenckmann (Autor), Verlag PsychoGen, Dortmund, 2005, 94 Seiten, ISBN 9783938001028

- Krankheitsbewältigung bei schizophren gefährdeten Menschen In: Psychotherapeutische Strategien der Schizophreniebehandlung, Verlag Pabst Science Publishers, Lengerich, 1997, 144 Seiten, ISBN 978-3-931660-69-7

- Mit Leib und Seele – Ein Wegweiser durch die Konzepte der Psychiatrie –, Hochschulschrift, Psychiatrie-Verlag Bonn, 1988, 295 Seiten, ISBN 3-88414-098-1

- Geisteskranke und Gesellschaft im feudalen Sachsen bis zur frühbürgerlichen Revolution, Hochschulschrift, Leipzig, 1977 / 158 Seiten, (http://www.ub.rub.de/katalog/titel/1826312)